# Granvia Sud
Granvia Sud es un barrio de Hospitalet de Llobregat, en el área metropolitana de Barcelona. Está clasificado territorialmente dentro del Distrito III, juntamente con Santa Eulalia. Limita con los barrios barceloneses de La Marina de Port y La Marina del Prat Vermell, y con los barrios de Santa Eulalia, El Gornal y Bellvitge. 
Es el barrio menos poblado de la ciudad, además de tener la menor densidad de población. Lo integran las viviendas que se encuentran en el sur de la avenida Gran Vía de l'Hospitalet. La Gran Via de les Corts Catalanes cambia de nombre a su paso por Hospitalet.
Su vida ciudadana se articula alrededor de la plaza de los Vecinos, un espacio urbano donde se ubica la oficina municipal que depende de la Regiduría del Distrito y la Comisión de Fiestas y de la Asociación de Vecinos, entidades que nacieron no sólo con la voluntad de dinamizar el barrio, sino de defender y reivindicar la mejora de la calidad de vida del vecindario. Con el tiempo, esta lucha ciudadana se ha materializado en un barrio bien estructurado, que cada vez está adquiriendo más protagonismo como la puerta sur de L'Hospitalet.

## Transporte público
El barrio cuenta con la estación de Ildefons Cerdà de los FGC y de la estación de Ciudad de la Justicia de la línea 10 del metro.